# 天主教伊胡西教區
天主教伊胡西教區（拉丁語：Dioecesis Ihosiensis）是馬達加斯加一個羅馬天主教教區，屬菲亞納蘭楚阿總教區。
教區成立於1967年4月13日，2006年有教友71,845人（佔轄區總人口22.4%）、三個堂區、卅二名司鐸。現任教區主教為弗爾詹西·拉扎卡利沃尼。